# Josianne Cutajar

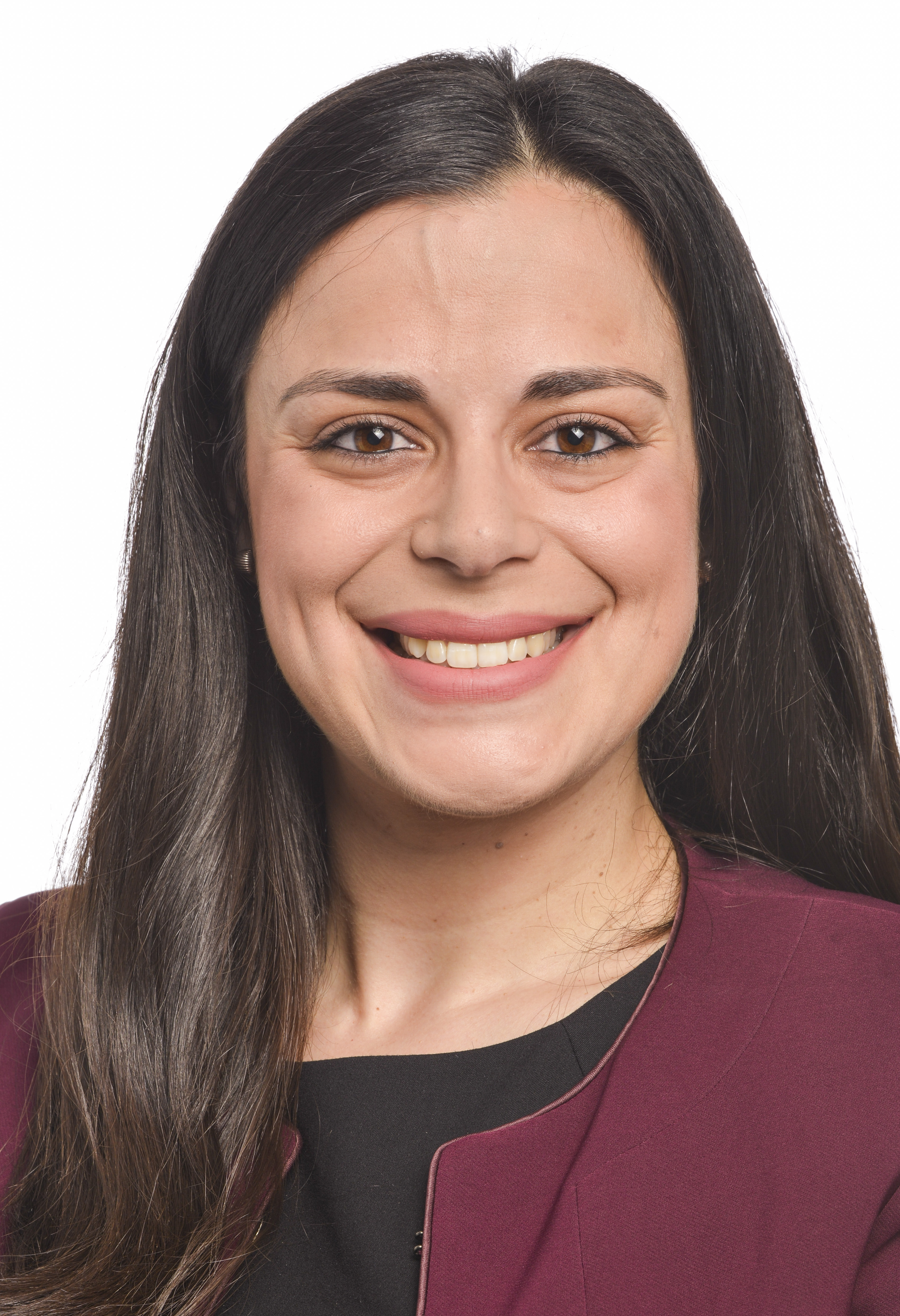
Josianne Cutajar (2019)

Josianne Cutajar (* 27. Dezember 1989 in Victoria, Malta) ist eine maltesische Juristin und Politikerin (Partit Laburista).

## Leben
Josianne Cutaja studierte Rechtswissenschaften mit Promotion 2012. Sie erwarb 2017 zusätzlich einen Master in europäischem und vergleichendem Recht. Anschließend war sie im Büro des maltesischen Premierministers tätig.
Bei der Europawahl 2019 erhielt Cutajar ein Mandat im Europaparlament. Dort gehört sie der Fraktion der Progressiven Allianz der Sozialdemokraten im Europäischen Parlament an. Sie vertritt ihre Fraktion als Mitglied im Ausschuss für Industrie, Forschung und Energie sowie in der Delegation für die Beziehungen mit Australien und Neuseeland.